# 郭鋐 (平山衛)
郭鋐（15世紀—16世紀），字汝器，山東都司平山衛籍，山東東昌府聊城縣人，明朝政治人物。

## 生平
郭鋐年幼已經才智出眾，東昌府知府陳儒看到他的文章也覺得驚奇，於科考名列前茅，嘉靖十年（1531年）中山東鄉試解元，授推官，陞太原同知，婉拒山西的宗室與他交往，為政則疏理冤獄，號稱不枉監禁囚徒，累陞順天治中，回鄉後沒有私人田地，冬夏只穿一件衣服、只吃一份菜麋。他也精於樂府，出口成文，品行也端正，獲鄉人尊重。

## 引用
1. 1 2  萬曆《太原府志·卷十六·職官》：同知……郭鋐 山東平山衛舉人，以推官任，陞順天府治中
2. 1 2  宣統《聊城縣志·卷八·人物志》：郭鋐，字汝器，早負雋才，郡守陳公儒讀其文異之，累試冠諸生，嘉靖十年舉山東鄉試第一，任太原府推官【同知】，晉諸王孫慕其名爭納交，概謝不報；為政務疏滌冤滯，所律囚徒咸稱不枉，累官順天府治中，歸無負郭之田，冬夏僅一裘一葛，菜麋自給、制行淳恪，晚歲益恭，尤工樂府。
3. ↑  《本朝分省人物考·卷九十六·東昌府》：郭鋐，字汝器，平山衛人，早負儁才，郡守陳公儒讀其文異之，累試冠諸生，嘉靖辛卯舉山東卿試第一，數罷公車，肆力問學敷寬善誘，一時英俊樂出其門；仕太原府推官，晉諸王孫慕其名爭輸欵納交，概謝不報，為政務疏滌冤滯，所律囚徒咸稱不枉，累官順天府治中，歸無負郭之田，冬夏僅一裘一葛，菜麋自給。早工樂府，甫脫口遠邇傅誦，高者足奪金元詞人之壘，制行淳恪、抑節為恭，里人賢之。